# Josef Krasenbrink
Josef Krasenbrink OMI (* 20. Februar 1933 in Bocholt; † 12. April 2008 in Mainz) war Dozent für Kirchengeschichte, Hochschulseelsorger und seit 1979 Rektor des Oblatenklosters Rochusberg und Rektor und Prediger der Wallfahrtskirche St. Rochuskapelle in Bingen am Rhein.

## Leben
Geboren am 20. Februar 1933 trat Josef Krasenbrink 1953 in den Orden der Oblaten der makellosen Jungfrau Maria ein. 1959 empfing er die Priesterweihe und wurde danach zum Studium der Kirchengeschichte freigestellt. Von 1961 bis 1968 studierte er an der Rheinischen Friedrich-Wilhelms-Universität Bonn und war Assistent des berühmten Kirchenhistorikers Hubert Jedin. Von 1968 bis 1972 dozierte er an der Hochschule Fulda und von 1969 bis 1978 war er Studentenseelsorger in Mainz. Außerdem hatte er Lehraufträge an der Philosophisch-Theologischen Hochschule der Pallottiner in Vallendar und der Philosophisch-Theologischen Hochschule der Steyler Missionare in Sankt Augustin. Seit 1979 war Krasenbrink zudem Rektor und Prediger der Wallfahrtskirche St. Rochuskapelle in Bingen am Rhein.
Neben seinen Predigten in der St. Rochuskapelle wurde Krasenbrink auch durch seine Freitagabendvorträge im Hildegard Forum zu verschiedenen Themen wie z. B. Hildegard von Bingen bekannt.
Am 20. März 2009 wurde eine Straße auf dem Rochusberg in Bingen in „Pater-Dr.-Josef-Krasenbrink-Allee“ umbenannt.

## Publikationen
- Die Congregatio Germanica und die katholische Reform in Deutschland nach dem Tridentinum. Aschendorff, Münster (Westfalen) 1972, ISBN 3-402-03712-2.
- Und sie gingen in seinen Weinberg: 100 Jahre Deutsche Ordensprovinz der Oblaten der Makellosen Jungfrau Maria (Hünfelder Oblaten), Provinzialat der Hünfelder Oblaten, Mainz 1995.
- Rochusberg im Zweiten Weltkrieg. Artikelserie, Mainzer Allgemeine Zeitung, 12. bis 15. August 2003[3]
- mit Hans Tönjes Redenius: Wege zum Rochusberg: von Menschen und Heiligen. Rochusbruderschaft, Bingen 2003, ISBN 3-00-010974-9.
- Versuche über Hildegard, TZ-Verlag, Roßdorf 2008, ISBN 978-3-940456-03-8.
- mit Hans Tönjes Redenius: Goethes Reisen an den Mittelrhein. TZ-Verlag, Roßdorf 2008, ISBN 978-3-940456-04-5.

Schriften des Hildegard-Forums:
1. Hildegard und Bingen. Spuren in ihrer Stadt, Bingen 1997
2. Hildegard von Bingen. Botschaften, Bingen 1997
3. Das Kommen des Erlösers, Bingen 1997
4. Der Leuchtende, Bingen 1998
5. Hildegard von Bingen. Eine politische Heilige, Bingen 1998
6. Hildegard von Bingen. Die fruchtbaren Binger Jahre 1150–1179, Bingen 1998
7. Das Wirken der göttlichen Liebe. Der Eintritt des Logos in die Welt, Bingen 1998
8. Der Urlebendige, Bingen 1998
9. Der Mensch und sein Lebensweg, Bingen 1998
10. Hildegard und Bermersheim, Bingen 1998
11. Hildegard von Bingen. Der Rupertsberg und der Rochusberg, Bingen 1998
12. Begegnungen mit Hildegard von Bingen, Bingen 1998
13. Die Ergebnisse des Hildegardjahres 1998, Bingen 1999
14. Johann Wolfgang von Goethe und der Binger Rochusberg, Bingen 1999
15. Die Rolle der Orden in der Binger Stadtgeschichte, Bingen 1999
16. Spätleistungen und Altersdefekte in der Papstgeschichte, Bingen 2001
17. Die Rolle des Kardinalskollegiums in der Geschichte der Kirche, Bingen 2001
18. Die „Binger Heiligen“, Bingen 2001
19. „Vertreibt sie, aber tötet sie nicht.“ Hildegard von Bingen und die Katharer, Bingen 2001
20. Romantik – Rheinromantik, Bingen 2002
21. Wanderwege auf dem Weltkulturerbe Rochusberg, Bingen 2002
22. Der Rupertsberg. Vom Kloster der hl. Hildegard zur romantischen Ruine, Bingen 2002
23. Die Wiederentdeckung Hildegards im 19. Jahrhundert, Bingen 2002
24. Die „Binger Heiligen“ in der konfessionellen Polemik am Ende des 19. Jahrhunderts, Bingen 2002
25. „Hildegard von Bingen“ Die Verwandlung der Klosterheiligen zur Volksheiligen, Bingen 2002
26. Der christliche Antijudaismus und seine Folgen, Bingen 2003
27. Zur Geschichte der Inquisition, Bingen 2003
28. Die St. Rochusbruderschaften, Bingen 2003